# 宝石 (山下久美子の曲)
『宝石』（ほうせき）は、1994年5月11日に、東芝EMI / EASTWORLDからリリースされた山下久美子の27枚目のシングル。

## 作品概要
『宝石』は、カルピスのCMソングに起用された。
アルバム『LOVE and HATE』の先行シングルで、アルバムには『鼓動〜HEART BEAT』のアルバムバージョンが収録されている。

## 収録曲
| 全作曲: 布袋寅泰、全編曲: Simon Hale。 |                            |           |            |      |
| #                                      | タイトル                   | 作詞      | 作曲・編曲 | 時間 |
| 1.                                     | 「宝石」                   | 森雪之丞  | 布袋寅泰   | 5:35 |
| 2.                                     | 「鼓動〜HEART BEAT」       | 布袋寅泰  | 布袋寅泰   | 4:34 |
| 3.                                     | 「宝石」(Original Karaoke) |           | 布袋寅泰   | 5:35 |
| 合計時間:                              | 合計時間:                  | 合計時間: | 15:44      |      |